# Odontophrynus barrioi
Espèce
Statut de conservation UICN

 LC  : Préoccupation mineure
Odontophrynus barrioi est une espèce d'amphibiens de la famille des Odontophrynidae.

## Répartition
Cette espèce est endémique d'Argentine. Elle se rencontre à 2 200 m d'altitude dans les provinces de La Rioja, de Catamarca et de San Juan.

## Étymologie
Cette espèce est nommée en l'honneur d'Avelino Barrio.

## Publication originale
- Cei, Ruiz & Beçak, 1982 : Odontophrynus barrioi, a New Species of Anuran from Argentina. Journal of Herpetology, vol. 16, no 2, p. 97-102.